# کژدم ایکس یک
کژدم ایکس یک یک ستاره است که در صورت فلکی کژدم قرار دارد.